# فالكنبرغ

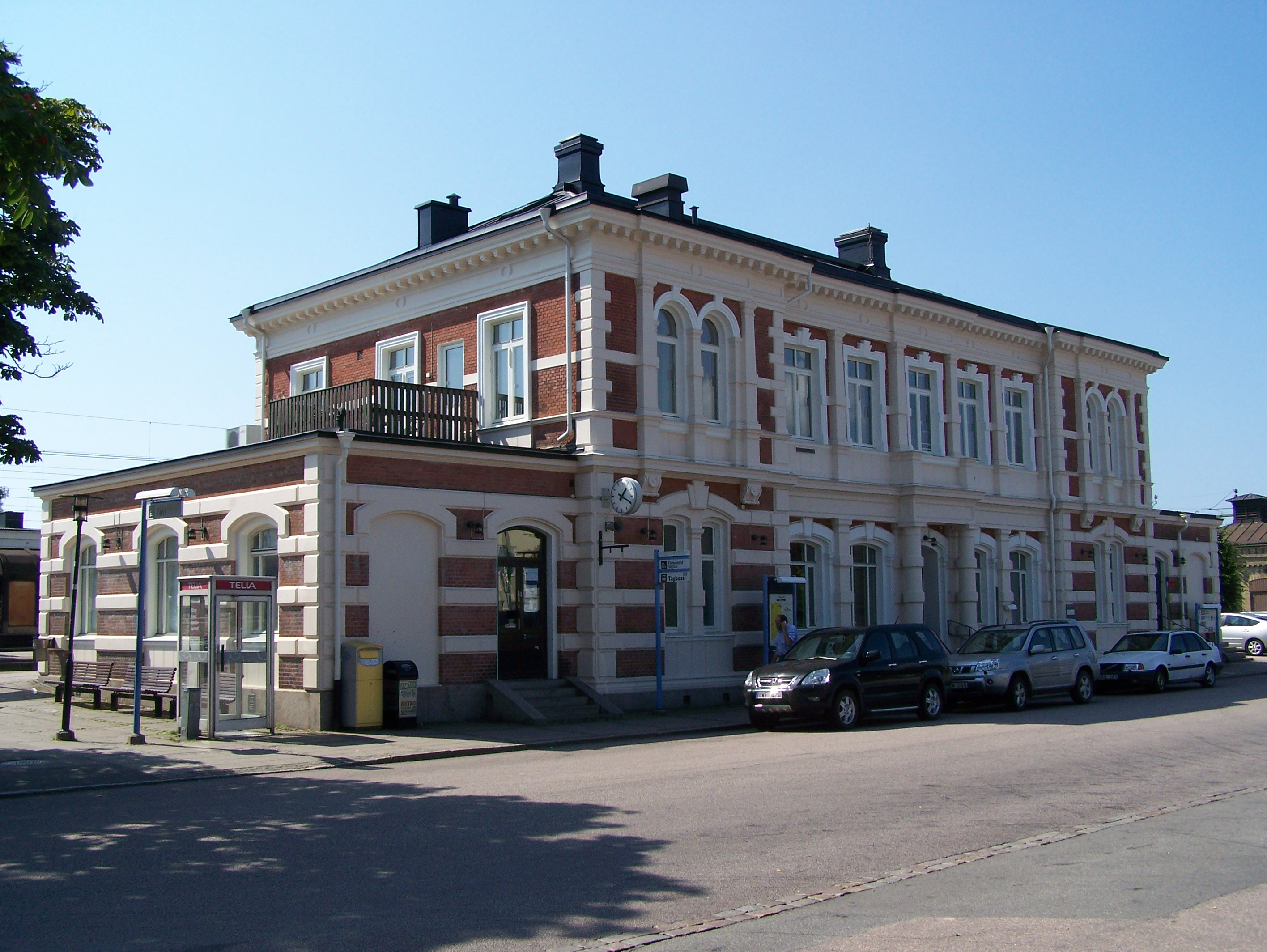
محطة القطارات في المدينة

فالكنبرغ Falkenberg هي مدينة ساحلية في جنوب السويد في مقاطعة هالاند ويبلغ عدد سكانها 19000 نسمة.

## توأمة
لفالكنبرغ اتفاقيات توأمة مع:
- بورغارنيس

## أعلام
- إريك يوهانسون
- أوليفيا سشوجه
- أوفه نيلسون
- تور سفينسون
- إريك سفينسون
- إينجمار سفينسون
- كريستوف كارلسون
- والتر ديكسون